# Huntington County
Huntington County är ett administrativt område i delstaten Indiana, USA. År 2010 hade countyt 37 124 invånare. Den administrativa huvudorten (county seat) är Huntington. 

## Geografi
Enligt United States Census Bureau så har countyt en total area på 1 005 km². 991 km² av den arean är land och 14 km² är vatten.  

### Angränsande countyn
- Whitley County - nord
- Allen County - nordost
- Wells County - öst
- Grant County - syd
- Wabash County - väst